# Mexime van Driel
Mexime van Driel (* 18. Dezember 1998 in Breda) ist eine niederländische Beachvolleyballspielerin.

## Karriere
Van Driel spielte 2015 und 2016 mit Roos van der Hoeven auf nationalen Beachvolleyballturnieren. Dabei waren Platz drei in Utrecht und Platz zwei in Ameland die besten Ergebnisse. Mit Nika Daalderop wurde sie im Juli 2016 in Larnaka U19-Vizeweltmeisterin. 2017 und 2018 war die Hallen-Nationalspielerin Flore Gravesteijn ihre Partnerin. Auf nationalen Turnieren erreichten van Driel/Gravesteijn häufig die Endspiele, konnten dabei aber lediglich ihre beiden letzten Turniere im Juni 2018 in Leeuwarden und Heerenveen gewinnen. Die beiden Niederländerinnen spielten auch auf einigen internationalen Turnieren, allerdings ohne größeren Erfolg. Mit Katja Stam erreichte van Driel im September 2017 bei der U20-Europameisterschaft in Vulcano Platz drei und im Juli 2018 bei der U22-Europameisterschaft in Jūrmala Platz neun. 2019 spielte van Driel national und international zusammen mit Iris Reinders. Sie gewannen ein spanisches Turnier in Tarragona und auf der FIVB World Tour das Ein-Stern-Turnier im ruandischen Rubavu.
2020 und 2021 bildete van Driel ein Duo mit ihrer jüngeren Schwester Emi. Im ersten Jahr waren die Schwestern nur national aktiv. Nachdem sie bei den ersten vier Turnieren das Podium immer knapp verpassten, wurden sie Zweite in Breda und Dritte in Utrecht. Bei ihrem einzigen internationalen Auftritt im September beim Turnier King of the Court in Utrecht erreichten sie den zweiten Platz. 2021 spielten sie auf den 4-Sterne FIVB-Turnieren in Doha und Cancún und erreichten die Plätze 41, 41, 25 und 33.
Seit 2022 ist Emma Piersma van Driels Partnerin. Größter Erfolg der Niederländerinnen auf der neugeschaffenen World Beach Pro Tour 2022 war der Sieg im Juli beim Challenge-Turnier in Agadir.